# Tortella tortuosa
Tortella tortuosa là một loài Rêu trong họ Pottiaceae. Loài này được (Hedw.) Limpr. miêu tả khoa học đầu tiên năm 1888.

## Hình ảnh

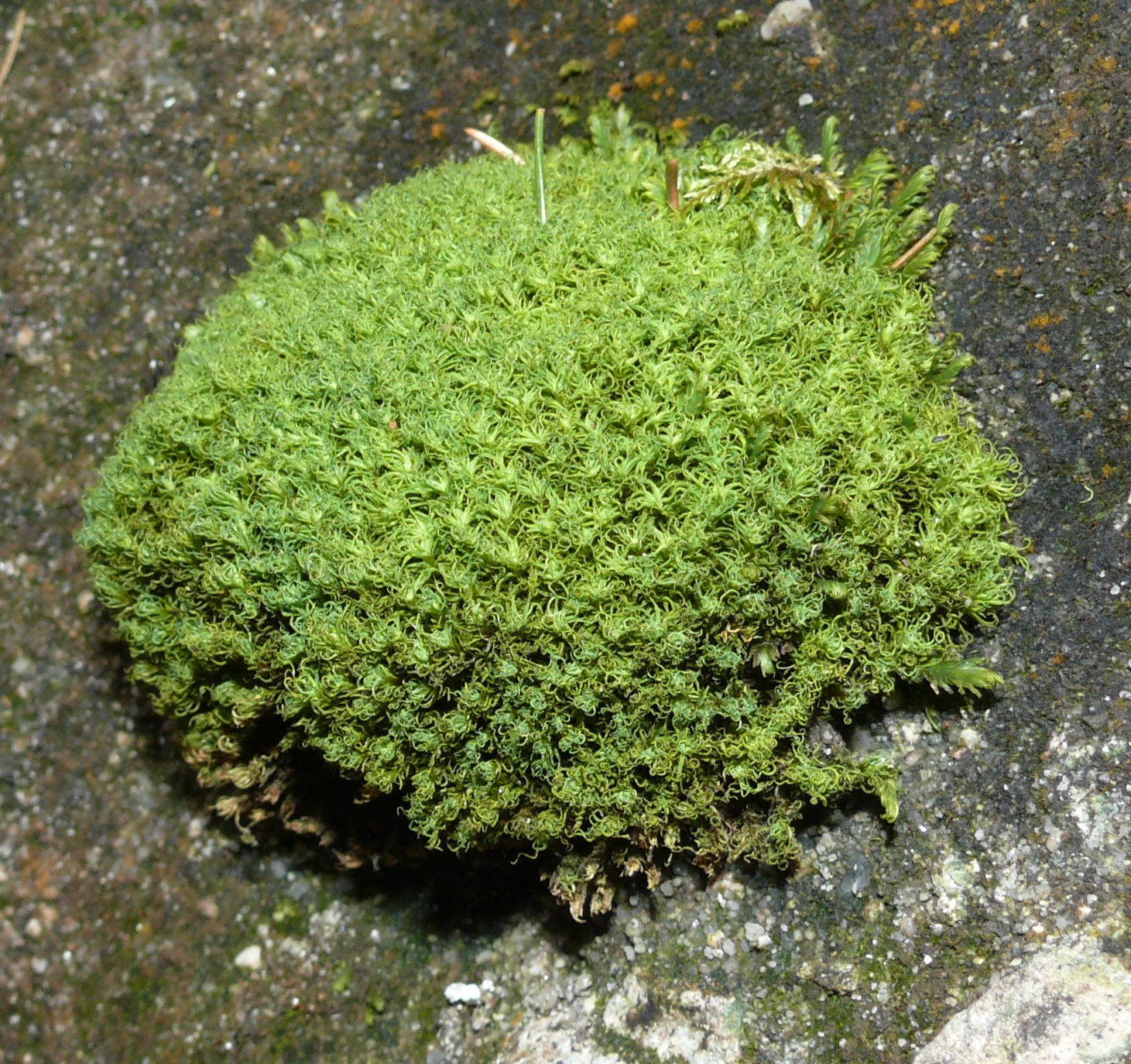
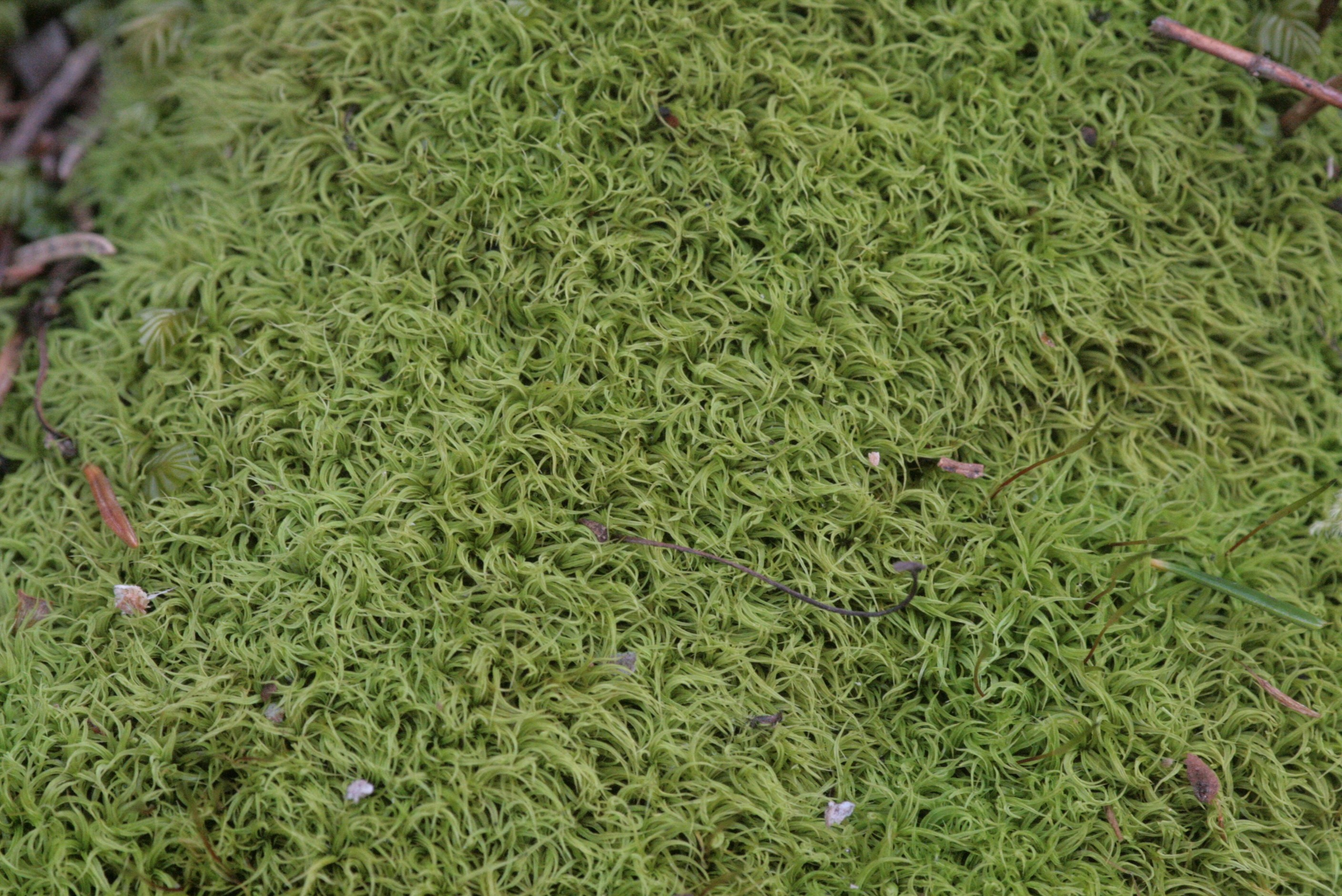
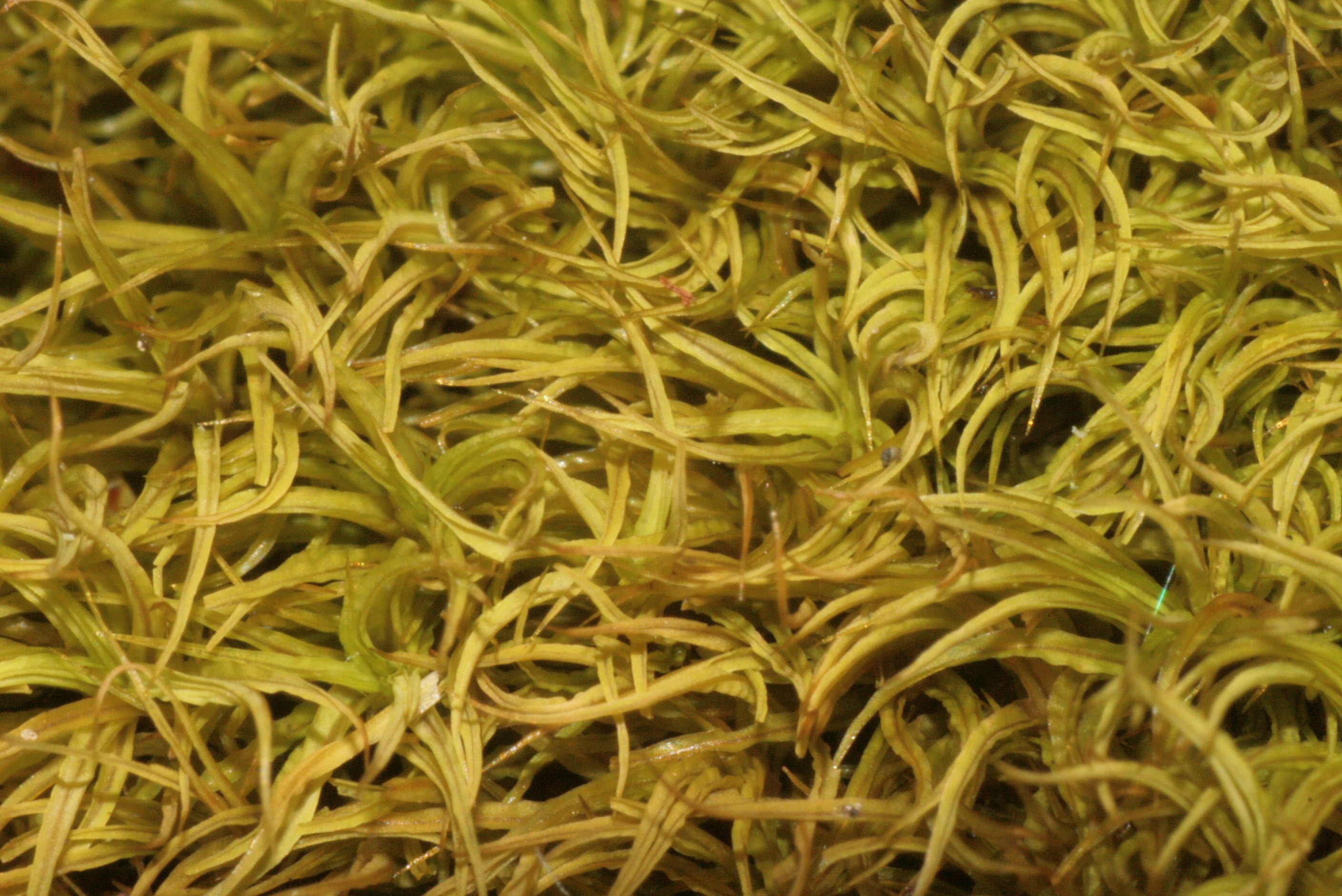
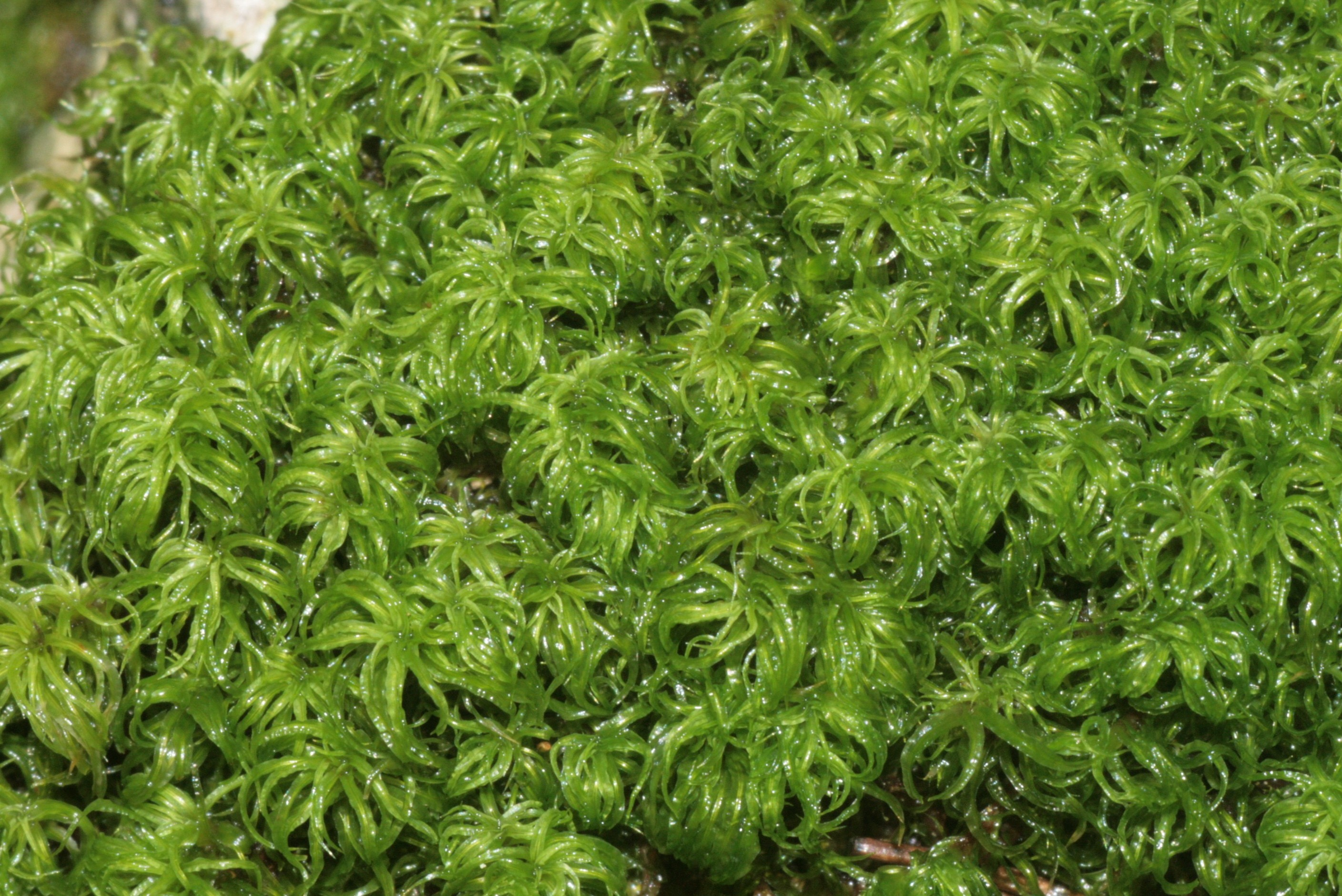